# Tractatus theologico-politicus

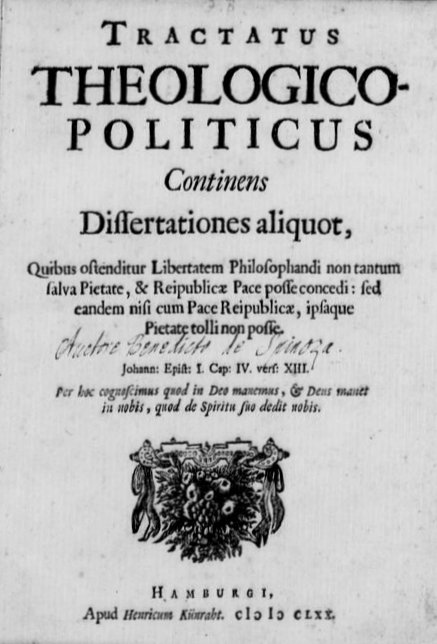
Titelblad van de eerste uitgave, zogenaamd uitgegeven in Hamburg, maar in werkelijkheid in Nederland. Het godsdienstig-staatkundig vertoog.

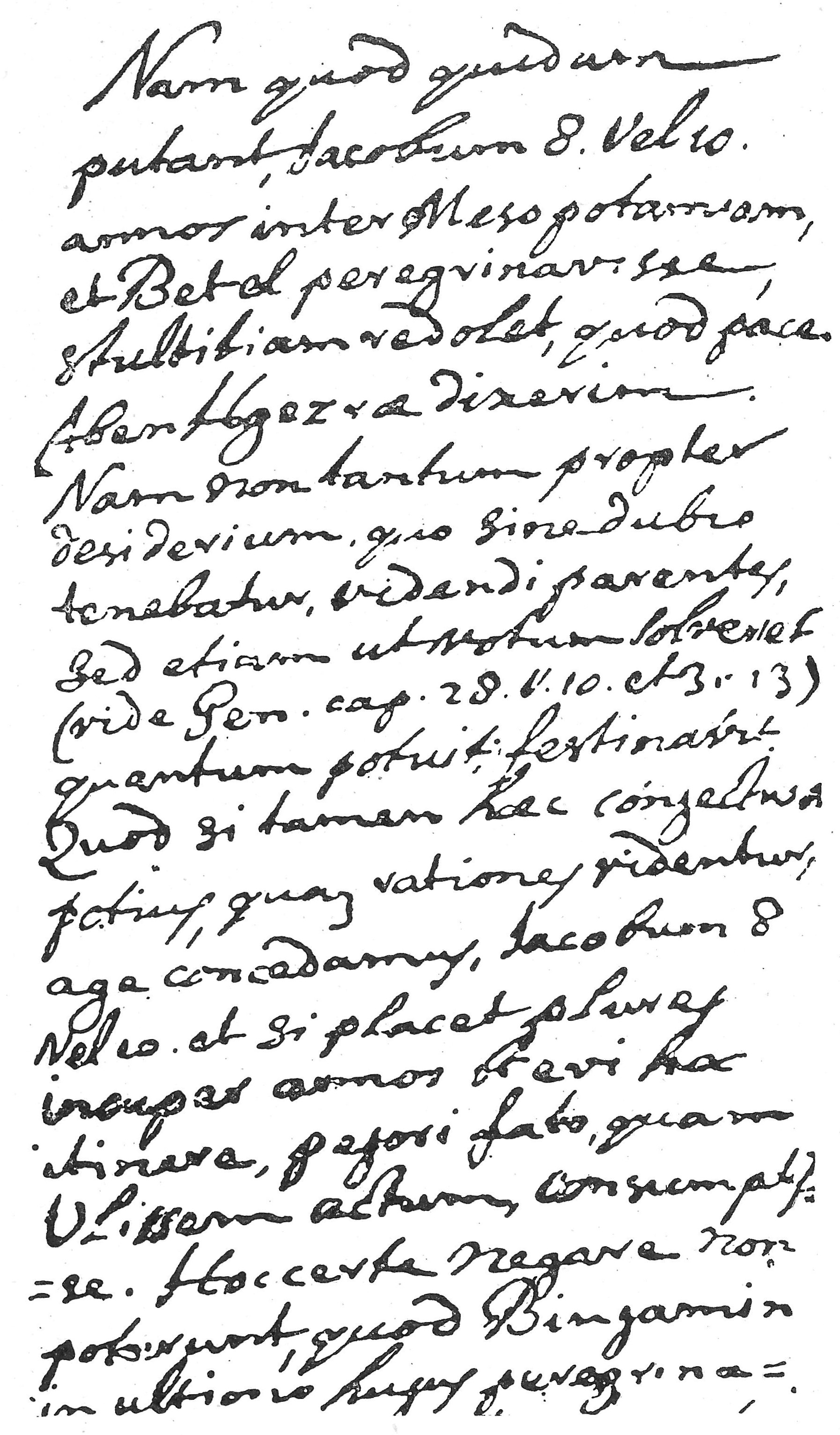
Aantekeningen van Spinoza in een exemplaar van de Tractatus, hoofdstuk 9. Adnotatio 14. "Dat sommigen menen dat Jacob 8 of 10 jaar tussen Mesopotamië en Bethel gereisd heeft, riekt naar dwaasheid, Ezra moet me maar vergeven...". Tractatus vertaling F. Akkerman, p. 446.

De Tractatus theologico-politicus is een boek van de Joods-Nederlandse filosoof Benedictus de Spinoza. Hij publiceerde het werk anoniem in 1670. De eerste uitgave veroorzaakte een storm van kritiek, zoals hij had verwacht. Op het titelblad geeft hij aan dat gelovigheid en vrijheid van filosoferen goed met elkaar samengaan en zelfs onmisbaar zijn voor elkaar. In het werk betoogt hij dat de interpretatie van zijn tijdgenoten van de Bijbel tegenstrijdig en daarom twijfelachtig is, dat veel opgesmukte wonderen een natuurlijke verklaring hebben, maar er diepe eeuwige gedachten van de geestelijke leiders schuilgaan. Jezus is weliswaar geen Zoon van God, maar de edelste mens die ooit heeft geleefd. Alleen als de boodschap van Jezus begrepen wordt, kunnen joden en christenen samenkomen, wellicht met alle andere volkeren. En verder dat de vrijheid van de filosofie noodzakelijk is voor het welzijn van burgers en staat, en democratie de beste staatsvorm is.
De Tractatus theologico-politicus had een grote invloed op de theologie, de filosofie en de politicologie. In de theologie gaf hij de aanzet tot de historisch-kritische exegese (uitleg van de Bijbel) die in de negentiende eeuw opkwam en tegenwoordig gemeengoed is. In het werk worden de verhouding tussen religieus geloof, filosofie en politiek geanalyseerd en wordt voor een nieuwe orde gepleit. Het werk kan gelezen worden als een pleidooi voor vrijheid van meningsuiting en democratie en tegen religieuze intolerantie. Maar ook als een kritische analyse van het Oude Testament en de zeventiende-eeuwse dogmatiek, als een scherpe analyse van de culturele en politieke context van de joodse staat die in het Oude Testament beschreven wordt, en als een getuigschrift van de macht van de rede.

## Inhoud
| Hoofdstuk | Titel in het Latijn | Vrije vertaling                                                                                  |
| --------- | --- | ------------------------------------------------------------------------------------------------ |
| Caput     | Praefatio | Voorwoord                                                                                        |
|           | (Bijbel en godsdienst) |                                                                                                  |
| 01 I      | De prophetia | Profetie                                                                                         |
| 02 II     | De prophetis | Profeten                                                                                         |
| 03 III    | De Hebraeorum vocatione. Et an donum propheticum Hebraeis peculiare fuerit | Roeping van de Joden. Was hun profetie uniek?                                                    |
| 04 IV     | De lege divina | Goddelijke wet                                                                                   |
| 05 V      | De ratione, cur caeremoniae institutae fuerint, et de fide historiarum, nempe, qua ratione, et quibus ea necessaria sit | Waarom ceremonies? Het geloof in verhalen                                                        |
| 06 VI     | De miraculis | Wonderen                                                                                         |
| 07 VII    | De interpretatione Scripturae | Bijbeluitleg                                                                                     |
| 08 VIII   | In quo ostenditur Pentateuchon et libros Josuae, Judicum, Rut, Samuëlis et Regum non esse autographa. Deinde inquiritur, an eorum omnium scriptores plures fuerint, an unus tantum, et quinam | De Bijbelboeken Jozua, Richteren, Ruth, Samuel en Koningen zijn niet authentiek. Wie schreef ze? |
| 09 IX     | De iisdem libris alia inquiruntur, nempe an Hezras iis ultimam manum imposuerit : et deinde utrum notae marginales, quae in Hebraeis codicibus reperiuntur, variae fuerint lectiones | Heeft Ezra die boeken voltooid? Waren de kanttekeningen afwijkende lezingen?                     |
| 10 X      | Reliqui Veteris Testamenti libri eodem modo quo superiores examinantur | Andere boeken van het Oude Testament                                                             |
| 11 XI     | Inquiritur, an apostoli epistolas suas tanquam Apostoli et Prophetae, an vero tanquam Doctores scripserint.Deinde Apostolorum officium ostenditur | Schreven de Apostelen hun brieven als apostel of als leraar? Wat doet een apostel?               |
| 12 XII    | De vero legis divinae syngrapho, et qua ratione Scriptura sacra vocatur, et qua ratione Verbum Dei, et denique ostenditur ipsam, quatenus Verbum Dei continet, incorruptam ad nos pervenisse | Is de Bijbel heilig en het woord van God? Het woord van God is goed overgeleverd.                |
| 13 XIII   | Ostenditur Scripturam non nisi simplicissima docere, nec aliud praeter obedentiam intendere ; nec de divina naturâ aliud docere, quam quod homines certa vivendi ratione imitari possunt | De Bijbel leert gewoon gehoorzaamheid en verstandige leefregels.                                 |
| 14 XIV    | Quid sit fides, quinam fideles, fidei fundamenta determinantur, et ipsa a philosophia tandem separatur | Geloof, gelovigen en filosofie                                                                   |
| 15 XV     | Nec theologiam rationi, nec rationem theologiae ancillari, ostenditur, et ratio, qua nobis Sanctae Scripturae authoritatem persuademus | Theologie en verstand zijn niet ondergeschikt aan elkaar. Het gezag van de Bijbel                |
|           | (De Staat) |                                                                                                  |
| 16 XVI    | De reipublicae fundamentis ; de jure uniuscujusque naturali et civili : deque summarum potestatum jure | De staat: rechten van de burger en van de overheid                                               |
| 17 XVII   | Ostenditur neminem omnia in summam potestatem transferre posse, nec esse necesse : De republica Hebraeorum, qualis fuerit vivente Mose, qualis post ejus mortem, antequam reges elegerint, deque ejus praestantia, et denique de causis, cur respublica divina interire, et vix absque seditionibus subsistere potuerit | De overheid kan en hoeft niet over alles te beslissen. Over de Joodse staat.                     |
| 18 XVIII  | Ex Hebraeorum republica, et historiis quaedam dogmata politica concluduntur | Wat de geschiedenis van de Joodse staat ons leert                                                |
| 19 XIX    | Ostenditur, jus circa sacra penes summas potestates omnino esse, et religionis cultum externum reipublicae paci accommodari debere, si recte Deo obtemperare velimus | God wil dat de overheid beslist over godsdienstzaken                                             |
| 20 XX     | Ostenditur, in libera Republica unicuique et sentire, quae velit, et quae sentiat, dicere licere | In een vrij land mag iedereen denken en zeggen wat men wil                                       |

## Titelblad en voorrede
Op het titelblad staat: 

"Bevattende een aantal uiteenzettingen, waarin wordt aangetoond dat men de vrijheid van filosoferen niet alleen kan toestaan met behoud van vroomheid en van de vrede in de staat, maar dat men haar niet kan opheffen zonder tevens de vrede in de staat en zelfs de vroomheid op te heffen.
1 Johannes 4: 15. Hieraan onderkennen wij dat wij in God blijven en God in ons, dat Hij ons van zijn geest gegeven heeft.

### Voorrede
Veel mensen laten zich leiden door bijgelovigheid, die een gevolg is van angst. Vanuit dit bijgeloof ontstaan waanvoorstellingen, verkeerde interpretaties van de Bijbel, opstanden tegen koningen en goden. Spinoza prijst zich echter gelukkig dat hij woont in een staat waarin vrijheid van geloof is toegestaan en waar vrede heerst. Die vrijheid hoeft de gelovigheid niet aan te tasten. De vooringenomen interpretaties van de wetten van Mozes bedreigen deze vrijheid. Filosofie en Theologie zijn niet met elkaar in strijd, maar de filosofie is nodig om te komen tot de juiste uitleg van de Bijbelse Geschriften.

## Godsdienstkritiek

### Hoofdstuk 1 en 2 (Profetie als ethiek, gehoorzaamheid en liefde)
De eerste twee hoofdstukken behandelen profetie en de verschillende wijzen van gebruik van de naam God. Spinoza opent het hoofdstuk met een definitie van profetie: 

"Profetie of openbaring is zekere kennis van iets die door God aan de mensen is geopenbaard."

Het kernstuk van deze hoofdstukken is dat een profetie geen boodschap van God is, of iets dat profeten met hun verstand begrepen. Profeten werken meer met hun verbeelding dan met hun verstand. Wie volgens zijn verstand (de rede) wil leven moet zijn verbeelding intomen, en wie zijn verbeelding laat spreken verzaakt zijn redelijkheid.
Profetieën zijn vooral morele lessen, geopenbaard door de goddelijke geest, die sterk persoonsgebonden zijn, die tot doel hebben God met een oprecht gemoed te gehoorzamen en rechtvaardigheid ene liefde te betrachten. Iedere profeet kan immers andere morele principes hebben, afhankelijk van de tijd en de mensen tegen wie ze spraken. Profeten lijken elkaar daardoor vaak tegen te spreken. De conclusie die Spinoza hieraan verbindt, is dat we bij de profeten niet natuurlijke kennis moeten zoeken, maar geopenbaarde kennis en gedragsregels. De profeten brachten hun profetieën in verband met God om hun lessen absolute autoriteit te geven.
Alleen de absolute autoriteit van Christus laat hij intact door hem als de 'stem Gods' te definiëren. Christus is de natuurlijke uiting van de bovennatuurlijke wijsheid van God omdat hij "als enige de eerste zuiver geestelijke dingen begreep die niet uit de grondslagen van onze kennis konden volgen", namelijk de wet van gehoorzaamheid en liefde. Deze wet is, zal later blijken, volgens Spinoza de enige grondslag en leer van de Bijbel en het christendom, en daarom bestrijdt hij de autoriteit van deze ultieme manifestatie niet. De autoriteit van de overige profeten bestaat alleen wanneer hun lessen ook als leerstukken van gehoorzaamheid begrepen worden.

### Hoofdstuk 3 (Bijbel voor iedereen)
Het derde hoofdstuk is gericht tegen de opvattingen van sommige rabbijnen, die verkondigen dat het joodse volk het uitverkoren volk van God is en hiermee de joden boven andere volkeren plaatsen. Het hoofdstuk betoogt impliciet de gelijkwaardigheid van ieder individu en toont aan dat het beroep dat de rabbijnen op de Bijbel doen om hun heilsleer te rechtvaardigen, ongegrond is. De meeste Bijbelse profeten waren weliswaar joden, maar hieruit volgt geen uitzonderingspositie voor het joodse volk. Het Oude Testament is weliswaar het product van de joodse cultuur en in eerste instantie bedoeld voor het joodse volk, maar sinds het Oude Testament na Christus ook door andere volken gebruikt wordt moet de boodschap als algemeen bedoeld opgevat worden.

### Hoofdstuk 4 (Wet)
In het vierde hoofdstuk analyseert Spinoza de wijzen waarop het begrip 'wet' gebruikt wordt. Dit hoofdstuk vormt een belangrijke opmaat naar de onderschikking van kerk aan staat. Spinoza verheldert waarom het onderscheid tussen "menselijke wet" en "goddelijke wet" slechts schijn is. Alle ware wetten, ook de wetten die door de Tora aanbevolen worden, zijn universele wetten die door het verstand voorgeschreven worden. De liefde tot God impliceert volgens Spinoza de liefde voor de waarheid, ofwel, want beide streven naar natuurlijk inzicht in het universele en zijn eerste oorzaken. Fanatiek dogmatisme van religieuze groeperingen dat indruist tegen de redelijke verordeningen van de staat (dat ook in Spinoza's tijd zeer actueel was) is dus onredelijk gedrag.

### Hoofdstuk 5 (Godsdienst en democratie)
Het vijfde hoofdstuk behandelt het gezag van de kerk door de ceremonies en het geloof in de geschiedverhalen van de Bijbel. De ceremonies zijn gebonden aan tijd en plaats en hebben dus geen universele waarde, maar slaan op een bepaalde cultuur. Ze zijn bedoeld om de sociale samenhang van een staat, volk of gemeente te vergroten en de culturele identiteit te versterken en zijn in de joodse staat hiertoe ingesteld. De ceremoniële wetten en de geschiedverhalen moeten dus niet verward worden met de universele goddelijke wet, maar zijn wezenlijk iets anders.
Spinoza is een groot voorstander van de democratie en deze opvatting leidt tot een eerste korte uiteenzetting over de grondslagen van de staat. Zijn argumentatie ten gunste van de democratie sluit hij in paragraaf 9 af met een dubbelzinnige opmerking: 
"Gehoorzaamheid betekent dat men alleen op gezag van een gebieder opdrachten uitvoert. Daarom is er voor gehoorzaamheid geen plaats in een gemeenschap waarin de macht bij allen berust en de wetten door algemene instemming van kracht worden."
Het begrip 'gehoorzaamheid' kan op twee manieren uitgelegd worden: politiek en godsdienstig. In de politiek zijn er verschillende staatsvormen als monarchie en aristocratie waar velen enkelen gehoorzamen. In de godsdienst leggen theologen (en eerder, de profeten) God uit als het opperwezen: iedereen moet hem vrezen en gehoorzamen. 
Een vrije mens denkt zelf verstandig na en heeft God lief als de hoogste Waarheid. Een vrije mens gehoorzaamt niet aan de wetten van een gezag van buiten, maar alleen aan de wetten van zijn eigen Verstand. Deze kern van Spinoza's filosofie zette hij uitgebreider uiteen in zijn Ethica. Later verklaarde hij: "de staat is het veiligst als vroomheid en godsdienst zich alleen uiten in liefde en eerlijkheid" (hoofdstuk 20, paragraaf 17). 

Het hoofdstuk bespreekt daarna het ontstaan van de joodse religieuze staat. Het onontwikkelde joodse volk, dat uit de slavernij van de Egyptenaren was geleid, kon geen democratische staatsvorm aan. De wijze Mozes regeerde het daarom "in naam van God" om zo eenheid, stabiliteit en gezag te scheppen. De geschiedverhalen moeten ook vanuit deze context begrepen worden. Wie een ongeschoolde massa wil bereiken, heeft niet veel aan argumenten. Leerzame geschiedenissen werken beter.

### Hoofdstuk 6 (Godsdienst en wonderen)
Dit laatste hoofdstuk behandelt het meest sprekende voorbeeld van de valse aanspraken op waarheid van gelovigen van zijn tijd. Spinoza plaatst het geloof in wonderen tegenover het verstandelijke uitgangspunt dat niets in strijd met de natuurlijke orde gebeurt. Ook een bijzondere, schijnbaar wonderlijke gebeurtenis moet aan een universele natuurwet voldoen, zoals in Prediker 1: 10 staat dat er niets nieuws in de natuur gebeurt. Spinoza draagt meerdere voorbeelden uit de Bijbel aan. Exodus 14:27 vertelt dat Mozes de zee opnieuw hoog liet worden toen de Egyptische ruiters het joodse volk achterna zaten. In Exodus 15:10 wordt echter aangegeven dat er een sterke wind op kwam zetten. Dergelijke details van natuurlijke omstandigheden worden vaak bij Bijbelse wonderverhalen onvermeld gelaten. Ook worden veel wonderlijke uitspraken geestelijk bedoeld. Een uitspraak als in Zacharia 14: 7 is niet bedoeld om aan te geven dat er licht is tijdens de avond, maar dat de oorlog gewonnen is. Het is dus onjuist om afzonderlijke Bijbelcitaten te gebruiken om wonderen te beschrijven. Het is beter om meerdere Bijbelcitaten naast elkaar te leggen om een vollediger beeld te krijgen.

## Bijbelkritiek
De Bijbel wordt in zoveel verschillende betekenissen uitgelegd, stelt Spinoza vast, dat deze niet meer wordt begrepen. Om deze reden categoriseert hij alle uitspraken en verhalen en herleidt ze tot hun oorspronkelijke bedoeling.
Een probleem hierbij, dat hij zelf expliciet vaststelt (in hoofdstuk 7, paragraaf 18), is dat de weg van onderzoek die hij wil begaan nog nooit begaan is en inmiddels onbegaanbaar is geworden. Dit blijkt uit de problemen die hij constateert met betrekking tot de taal waarin de Bijbel is overgeleverd en het achterhalen van de achtergrond van de auteurs; deze zijn nauwelijks meer te reconstrueren. Voor het overige beschrijft Spinoza in deze hoofdstukken de vele contradicties die de Bijbel en geeft er een nieuwe uitleg aan. Ook probeert hij te bewijzen dat de Bijbelse figuur Job niet Joods was.

### Hoofdstuk 7 (Bijbeluitleg)
Spinoza bespreekt hoe de Bijbel uitgelegd kan worden. Hij levert felle kritiek op de letterlijke Bijbeluitleg van zijn tijd. Om aan te tonen dat een letterlijke uitleg van de Bijbel onhoudbaar is, gebruik hij meerdere voorbeelden. In Deuteronomium 4: 24 staat dat God vuur is. Een letterlijke uitleg is in strijd met de rede en dat het de opdracht van de Bijbeluitleggers is om het speciale joodse taalgebruik goed te begrijpen. Ook zijn er vele verschillende schrijvers met een andere omgeving en een andere tijd, die bepalend zijn voor de uiteindelijke tekst in de Bijbel.
Een ander voorbeeld betreft de uitleg van het evangelie. In Mattheüs 5: 39 zegt Jezus dat je de andere wang moet toekeren als je rechterwang wordt geslagen. Dat lijkt in tegenspraak met Mattheüs 5: 17 waar Jezus zegt de wet en de profeten niet te verwerpen, en Exodus 21: 24 waarin "oog om oog, tand om tand" staat. Door de teksten van Klaagliederen 3: 5-30, Leviticus 5: 1 en Leviticus 19: 17-19 te combineren, blijkt dat de strenge joodse wetten gelden voor tijden van onrecht om zo de slechtheid van de slechteriken niet te belonen. Hiermee zegt Spinoza de rede te gebruiken om de Bijbel uit te leggen. 

### Hoofdstuk 8 (Twaalf boeken uit het Oude Testament)
De schrijvers van de Pentateuch en Bijbelboeken Jozua, Richteren, Ruth, Samuel en Koningen uit het Oude Testament zijn anderen dan verondersteld wordt.

### Hoofdstuk 9 (Ezra als auteur)
Spinoza vraagt zich af, of Ezra die boeken geschreven heeft, en of de kanttekeningen afwijkende lezingen van de tekst waren. 

### Hoofdstuk 10 (Verdediging van Bijbelkritiek)
Spinoza verdedigt zich tegen de aantijging dat hij het gezag van de Bijbel ondermijnt. Maar dat wordt juist geschaad door fouten niet te erkennen, waardoor ook de onbedorven stukken van de tekst ten onrechte betwijfeld worden, stelt hij. Spinoza heeft zich beperkt tot het Oude Testament, want hij acht zichzelf niet deskundig op het gebied van het Nieuwe Testament. Dat is niet in het Hebreeuws, maar in het Grieks geschreven. 

### Hoofdstuk 11 (Nieuwe Testament)
Toch behandelt Spinoza hier onderwerpen van het Nieuwe Testament. Apostelen waren zowel profeten als leraren, anders dan de profeten. Hij contrasteert hiermee niet alleen het Oude Testament met het Nieuwe Testament, maar ook de joodse godsdienst met de christelijke. Spinoza legt dit uit aan de hand van 1 Korinthiërs 14:6. Daar onderscheidt Paulus twee soorten prediking: op grond van openbaring (profetie) en op grond van redelijke kennis (de redeneringen van de apostelen). De apostelen waren het echter vaak niet altijd met elkaar eens, waaruit vele twisten en scheuringen in de kerk voortvloeiden.
Strijd tussen godsdiensten kan alleen worden opgelost door hun verschillen op te heffen. Spinoza stelt voor om uit te gaan van de opvattingen van Paulus, die de heidenen (Romeinen) onderwees, en de leer van Jezus, die Spinoza al eerder 'de stem Gods' noemde. Hierbij werden de minste concessies gedaan aan het bevattingsvermogen van hun publiek. Door de godsdienst terug te brengen tot eenvoudige leerstellingen, hoopt Spinoza tot een vreedzame godsdienst te komen, die vrij is van bijgeloof. Anders dan nu waren het jodendom en het christendom de enige godsdiensten in het 17e-eeuwse Nederland. Daarom koppelt Spinoza het begrip godsdienst aan de Bijbel, hun gemeenschappelijke grondslag.

### Hoofdstuk 12-15 (Geloof, werken, rede en liefde)
In de laatste vier hoofdstukken over religie (12-15) definieert Spinoza de godsdienst en behandelt hij de vraag, hoe geloof en verstand (rede) zich verhouden. De Bijbel is alleen maar heilig en goddelijk is voor zover hij vroomheid inspireert. Geloof kan alleen gerechtvaardigd worden door werken (het handelen van de gelovige). Hiervoor verwijst hij naar de Brief van Jakobus 2 vers 17: "Het geloof is op zichzelf genomen en zonder werken dood".
De enige leer van de Bijbel is volgens Spinoza 'God lief te hebben boven alles en de naaste als zichzelf'. Het ware geloof in God is voor Spinoza de intellectuele liefde tot God. God is volgens hem de enige substantie die alle dingen omvat. Dat God een zelfstandig zijnde buiten de Natuur zou zijn, is bijgeloof dat aan onwetenden wordt geleerd. 

"Het geloof is niet meer dan het hebben van zodanige meningen over God, dat als men die niet heeft, de gehoorzaamheid jegens God logisch wordt opgeheven, en dat als men deze gehoorzaamheid poneert, noodzakelijkerwijs ook de meningen worden geponeerd."
— Baruch Despinoza (1677). Tractatus Theologico-Politicus.

### Tegen onredelijk geloof
Orthodox geloof biedt geen waardevolle kennis, anders dan verstandig nadenken. Om godsdienst in de samenleving te rechtvaardigen, moet men laten zien dat het geloof in de praktijk een meerwaarde heeft boven gebruik van het verstand. Spinoza stelt dat geloof tot naastenliefde moet leiden. Maar hij constateert dat de godsdienstige praktijk van zijn tijd eerder haat en strijd is dan "liefde, vreugde, vrede, zelfbeheersing en trouw jegens allen" (Voorrede, paragraaf 9, vertaling F. Akkerman p. 86).

## Politieke kritiek
In de laatste vijf hoofdstukken (16-20) wil Spinoza aantonen dat het toestaan van de vrijheid van filosoferen (vrijheid van meningsuiting zouden we nu zeggen) noodzakelijk is voor het behoud van de staat. De democratie is volgens hem de redelijkste en de vrijste staatsvorm.

“Als het even gemakkelijk was over gedachten te heersen als over tongen, zou iedereen veilig kunnen regeren en zou geen enkel staatsgezag gewelddadig zijn”
— Baruch Despinoza (1677). Tractatus Theologico-Politicus. Hoofdstuk 20, paragraaf 1.

Spinoza bespreekt de politieke toestand van Israël in het Oude Testament en van Nederland in de zeventiende eeuw, en schets de ideale politiek. God heerst bij gratie van de staat, ofwel dat de godsdienst moet zich aanpassen aan de politiek. Hij verwijst onder meer naar de geschiedenis van de joodse staat. De leiders waren niet van adel, maar op leeftijd en deugd geselecteerd. Spinoza wijst daarom iedere vorm van aristocratie of monarchie af. De joodse staat ging volgens hem ten onder door de instelling van de priesterklasse. Godsdienstige leiders moeten zich buiten de politiek houden. 
Het doel van de politiek is de vrijheid. Politiek dient niet om te heersen of te dwingen. (20.6) De staat kan zijn burgers niet op hun meningen, maar wel op hun werken beoordelen. Spinoza besluit het laatste hoofdstuk met een lofrede op de stad Amsterdam, religieus tolerant en politiek vrij.

## Receptie
Al sinds 1665 werkte Spinoza aan zijn boek. De publicatie van de Tractatus riep heftige reacties op. Spinoza had dit voorzien en publiceerde daarom anoniem in 1670. In 1672 werden Cornelis en Johan de Witt in Spinoza's woonplaats 's-Gravenhage publiekelijk gelyncht door orangisten. Spinoza wilde zijn afschuw uiten met een pamflet Ultimi barbarorum (De ergste barbaren) op de plaats van de moorden, maar volgens de overlevering werd hij tegengehouden door zijn huisbaas. In zijn werk is Spinoza tegen revolutionaire denkbeelden en staat hij een geleidelijke en vreedzame overgang voor van een monarchistische naar een democratische staatsvorm. In 1674 werd zijn boek verboden door Willem III van Oranje, die voorstander was van een monarchistische staatsvorm. Desondanks verspreidde het boek zich razendsnel door Europa. Nog voor 1680 was het boek alom bekend. Het sloeg enorm aan vanwege de heldere verhandeling van de relatie tussen religie en staat. 

## Uitgaven
- 1674 - Benedictus de Spinoza: Tractatus theologico-politicus : continens dissertationes aliquot, quibus ostenditur, libertatem philosophandi ... posse concedi : (de prophetia et prophetis)
- 1972 - Benedictus de Spinoza: Opera, Heidelberg : C. Winters
- 1972 - Benedictus de Spinoza; Carl Gebhardt: Tractatus theologico-politicus. Adnotationes ad Tractatum theologico-politicum. Tractatus politicus, bezorgd door Carl Gebhardt, Heidelberg Winter 1972

## Nederlandse vertalingen
- 1693 - Benedictus de Spinoza: De rechtzinnige theologant, of, Godgeleerde staatkundige verhandelinge, "Te Hamburg" (maar in Nederland), H. Koenraad
- 1694 - Benedictus de Spinoza, Jan H Glazemaker, Hans Jurgen van der Weyl, Jan Rieuwertsz: Een Rechtsinnige Theologant, Of Godgeleerde Staatkunde Behelsende Eenige Redeneeringen, Met welke getoont word, dat de vriheid om te redeneeren niet alleen behoudens de Godsaligheid, en de vrede des Gemeene-bests kan toegelaten ... ; Uit het Latijn in 't Hollands vertaald. En Om sijn Voortreffelijkheid nu weer herdrukt, Bremen Weyl
- 1894 - W. Meijer, 1894
- 1997, 2012 - Benedictus de Spinoza, F. Akkerman: Theologisch-politiek traktaat, Amsterdam : Wereldbibliotheek, 1997. Amsterdam, Wereldbibliotheek, 548 blz., ISBN 90-284-1773-7
- 1999, 2010 - Benedictus de Spinoza, W. N. A. Klever: Definitie van het Christendom : Spinoza's Tractatus theologico-politicus opnieuw vertaald en toegelicht, Delft : Eburon, 1999. Delft, Eburon, 396 blz., ISBN 978-90-5972-401-3
- 2014, 2018 - Benedictus de Spinoza, Karel D'Huyvetters: Spinoza: theologisch-staatkundige verhandeling, Werchter: Uitgeverij Coriarius, 2018-; Amsterdam : Wereldbibliotheek, [2014]

### Latijnse tekst
- (la)  spinozaetnous.org Tractatus Theologico-Politicus – Hele tekst in het Latijn

### Over Tractatus theologico-politicus
- (en)  oregonstate.edu Spinoza and Two Views of God
- (en)  constitution.org Theologico-Political Treatise. Engelse vertaling door A. H. Gosset, Inleiding door Robert Harvey Monro Elwes, 1883.
- (en)  yesselman.com Theologico-Political Treatise. Engelse vertaling door Robert Harvey Monro Elwes.
- (en)  frank.mtsu.edu A Spinoza Chronology
- (en)  utm.edu Benedict (Baruch) Spinoza – Internet Encyclopedia of Philosophy
- (en)  earlymoderntexts.com Contains a version of this work, slightly modified for easier reading
- (en)  thefourprecepts.com Spinoza as a Prophet of Reason, a graduate-level research paper
- (en)  ebooks.cambridge.org Note on the text and translation – Cambridge Books Online